# Antônio Benedito da Silva
Antônio Benedito da Silva (vzdevek Toninho), brazilski nogometaš, * 23. marec 1965, Campinas, Brazilija.
Za brazilsko reprezentanco je odigral eno uradno tekmo.